# Wendelin Schmidt-Dengler
Prof. Wendelin Schmidt-Dengler (20. května 1942, Záhřeb – 7. září 2008, Vídeň) byl rakouský germanista a literární vědec.

## Biografie
Vystudoval klasickou filologii a germanistiku, promoval roku 1965 disertační prací na téma "Stilistische Studien zu den 'Confessiones' des Aurtelius Augustinus". V roce 1989 byl na univerzitě ve Vídni jmenován řádným profesorem germanistiky. Zemřel v roce 2008 na plicní embolii.
Byl příznivcem fotbalového klubu Rapid Vídeň.

### Přehled děl v originále (výběr)
- Ohne Nostalgie: Zur österreichischen Literatur der Zwischenkriegszeit. Wien: Böhlau Verlag, 2002. 216 S.
- Nestroy: Die Launen des Glücks. Wien: Zsolnay Verlag, 2001. 175 S.